# Antoine Dussumier de Fonbrune
Antoine Dussumier de Fonbrune est un militaire, financier et homme politique français né le 9 septembre 1769 à Bergerac (Dordogne) et mort le 15 mars 1835 à Bordeaux (Gironde).

## Biographie
Issu d'une famille de négociants protestants, fils du négociant Jean-Pierre Dussumier et de Marie Frescarode, et parent de Jean-Jacques Dussumier, Antoine Dussumier de Fonbrune est officier au régiment Royal-Cravates cavalerie, émigre à la Révolution et fait la campagne de 1792 dans l'Armée des princes, puis sert au sein du régiment de hussards de Bercheny au service de l'Autriche. 
Il rentre en France sous le Premier Empire et se lance dans le commerce, en tant que négociant et armateur à Bordeaux. Il épouse Marie Julie Béhic en 1804, d'une famille de négociants de Bayonne.
Il est député de la Gironde de 1815 à 1827, siégeant dans la majorité de droite, soutenant les gouvernements de la Restauration. 
Le 12 mars 1815, le duc d'Angoulême le décore de la croix de Saint-Louis et de la Légion d'honneur ; mais les scrupules de sa conscience l'empêchent, comme calviniste, d'accepter la première, qu'il ne consentit à porter que lorsqu'une ordonnance du roi eut permis aux protestants de la recevoir sous le nom de Mérite militaire. Il est anobli par lettres patentes du roi Louis XVIII du 18 mars 1817.
Il est ensuite receveur général des finances du Tarn-et-Garonne de 1824 à 1830.

### Sources
- « Antoine Dussumier de Fonbrune », dans Adolphe Robert et Gaston Cougny, Dictionnaire des parlementaires français, Edgar Bourloton, 1889-1891 [détail de l’édition]